# Estatuto da Criança e do Adolescente
No Brasil, o Estatuto da Criança e do Adolescente (ECA) é o conjunto de normas do ordenamento jurídico que tem como objetivo a proteção dos direitos da criança e do adolescente, aplicando medidas e expedindo encaminhamentos para o juiz. É o marco legal e regulatório dos direitos humanos de crianças e adolescentes.

## Características
O Estatuto divide-se em 2 livros: o primeiro trata da proteção dos direitos fundamentais à pessoa em desenvolvimento e o segundo trata dos órgãos e procedimentos protetivos.
Encontram-se os procedimentos de adoção (Livro I, capítulo V), a aplicação de medidas sócio-educativas do Conselho Tutelar e também dos crimes cometidos contra crianças e adolescentes.

### Conceitos de criança e de adolescente
Para o ECA é considerada criança a pessoa com idade inferior a doze anos e adolescente aquela entre doze e dezoito anos de idade, culturalmente no Brasil se considera adolescente a partir dos 12 anos. Outra diferença entre a lei e cultura é o Estatuto da Juventude, Lei Nº 12 852, que considera jovem a pessoa até vinte nove anos de idade, mas que culturalmente no Brasil se considera até vinte e quatro anos de idade. Para a prática de todos os atos da vida civil, como a assinatura de contratos, é considerado capaz o adolescente emancipado.

### Apreensão
O adolescente pode ser apreendido em flagrante em um roubo ou em outros atos infracionais, assim como pode ser responsável pelos seus próprios atos.

### Medidas socioeducativas
As medidas socioeducativas são aplicadas apenas pelo Juiz e apenas aos adolescentes, uma vez que crianças apenas recebem medidas protetivas.
As medidas socioeducativas são:
- Advertência, que é uma admoestação verbal;
- Obrigação de reparar o dano: medida aplicada quando à dano ao patrimônio, só é aplicada quando o adolescente, tem condição de reparar o dano causado.
- Trabalhos Comunitários: tem tempo máximo de 6 meses, sendo 8 horas semanais, sem atrapalhar estudos ou trabalhos, ficando seu cumprimento possível para feriados e finais de semana.
- Liberdade Assistida, tem prazo mínimo de 6 meses, sendo que o adolescente é avaliado a cada 6 meses.
- Semi liberdade: já é uma medida socioeducativa mais agravosa também tem prazo mínimo de 6 meses.
- Internação: é regida por dois princípios: da brevidade e da excepcionalidade.
- Brevidade, porque não é decretada o tempo na sua sentença, embora tenha prazo mínimo de 6 meses e máximo de 3 anos.

Excepcionalidade, porque é aplicada apenas em três casos:
- quando a infração for estupro, furto seguido de agressão, roubo, homicídio;
- quando o menor é reincidente;
- quando do não cumprimento de medida socioeducativa sentenciada anteriormente, neste caso excepcionalmente o prazo máximo é de 3 meses.

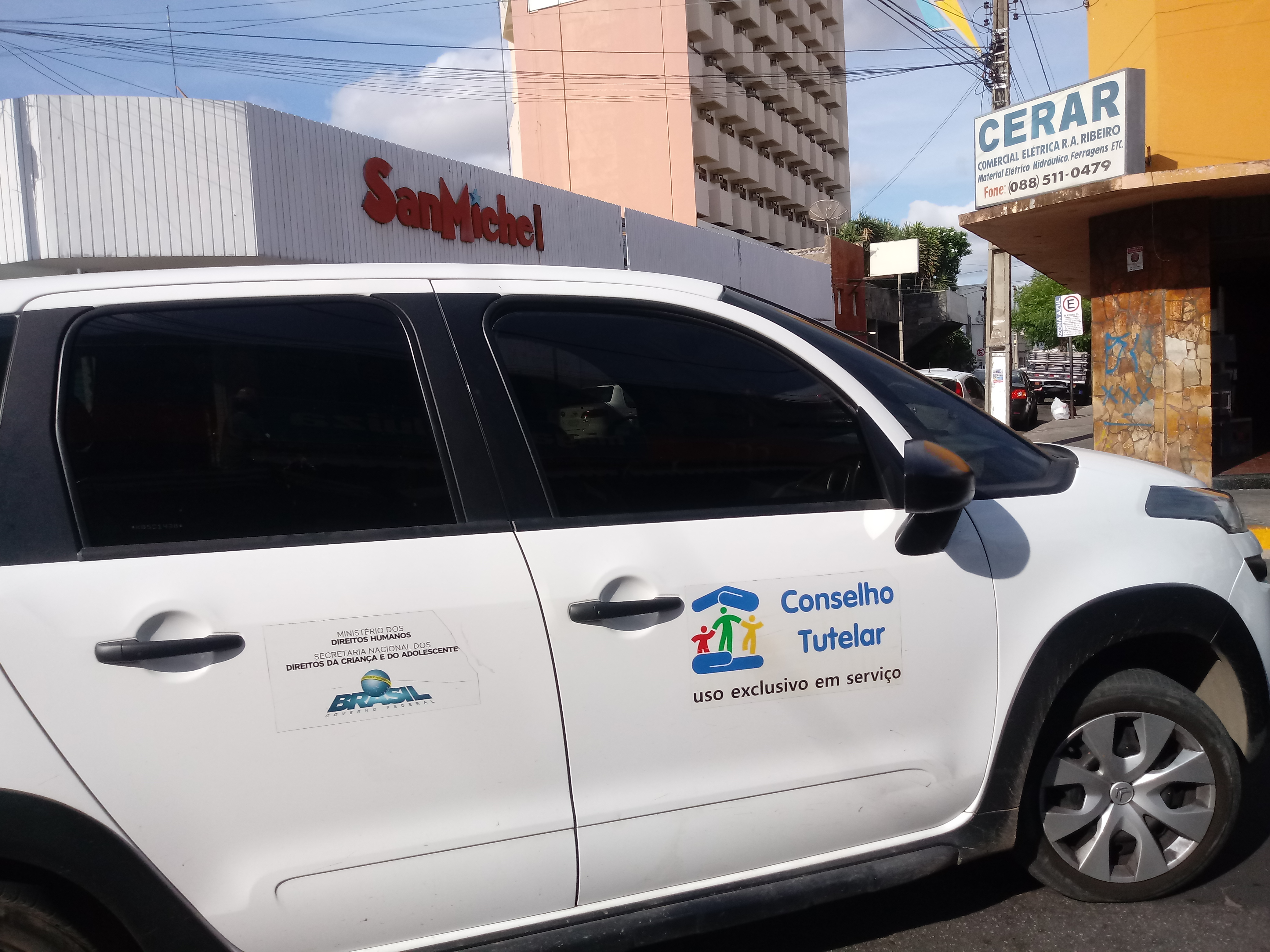
Veículo de Conselho Tutelar.

### Infração da Lei cometidas contra crianças e adolescentes
Pune o abuso do poder familiar, antigamente conhecido como pátrio poder, das autoridades e dos responsáveis pelas crianças e adolescentes.

## Origem
O ECA foi instituído pela Lei 8 069 no dia 13 de julho de 1990, durante o mandato do então presidente Fernando Collor. Ela regulamenta os direitos das crianças e dos adolescentes inspirado pelos projetos  fornecidos pela Constituição Federal de 1988, adotando uma série de regras internacionais:
- Declaração dos Direitos da Criança;[3]
- Regras mínimas das Nações Unidas para administração da Justiça da Infância e da Juventude - Regras de Beijing;[4]
- Diretrizes das Nações Unidas para prevenção da Delinquência Juvenil.[5]

## Natureza do sistema de responsabilização do adolescente autor de ato infracional
O ECA apresenta um sistema de Atos Infracionais que prevê medidas socioeducativas para os adolescentes considerados autores. Na doutrina jurídica há uma controvérsia a respeito da natureza desse sistema de responsabilização. Alguns autores afirmam que se trata de um regime de natureza penal. Outros negam a natureza penal e afirmam que é um regime de natureza tutelar.
A Constituição Federal, no artigo 228, estabelece que "são penalmente inimputáveis os menores de dezoito anos, sujeitos às normas da legislação especial" e, em conformidade com a norma constitucional, o regime de infrações do Estatuto da Criança e do Adolescente não segue a sistemática típica do Direito Penal, baseada em tipos penais e penas mínimas e máximas para cada delito. O ECA não faz referência a penas ou crimes praticados por adolescentes, mencionando apenas infrações e medidas socioeducativas, que não são individualizadas pelo estatuto para cada conduta específica. Não há menção no ECA sobre "responsabilidade penal".
O uso do termo "responsabilidade penal juvenil" para se referir ao regime de infrações dos adolescentes no Brasil foi empregado como forma de buscar um alinhamento entre o regime brasileiro e o regime vigente em grande número de países onde há expressamente um "Direito Penal Juvenil". No entanto, a noção de "responsabilidade penal juvenil" não é aceita amplamente, tendo em vista que pressupões uma natureza penal das medidas socioeducativas que contraria a literalidade da Constituição Federal no Art. 228. Muitos doutrinadores rejeitam a noção de que a legislação brasileira atribui responsabilidade penal aos adolescentes.
No âmbito internacional, é prática recorrente os países terem uma idade mínima para imputabilidade penal do adolescente abaixo da idade convencionada para a maioridade penal. Antes de alcançar esta idade mínima, a criança não é considerada responsável pelos seus atos e não pode ser acusada de acordo processo penal. Segundo o Comitê sobre o Direito da Criança da ONU, órgão responsável pela interpretação da Convenção sobre os Direitos da Criança (1989), a criança abaixo da idade mínima deve ser penalmente inimputável, que significa dizer que não pode ser considerada capaz de infringir as leis penais, mas pode receber medidas especiais de caráter protetivo. Porém os adolescentes menores de 18 anos que estejam acima da idade mínima podem ser considerados penalmente imputáveis e responder pela prática de crimes de acordo com o processo penal de cada país, desde que o processo e o seu resultado final estejam de acordo com os princípios da Convenção.
Há, portanto, uma diferença entre as normas internacionais e o regime jurídico de responsabilidade juvenil vigente no Brasil: enquanto as normas internacionais reconhecem a imputabilidade penal do menor de 18 anos e reservam as medidas de caráter protetivo para as crianças abaixo da idade mínima de inimputabilidade penal; o regime jurídico brasileiro afasta a imputabilidade penal dos menores de 18 anos e atribui medidas socioeducativas de caráter protetivo aos infratores entre 12 e 18 anos de idade. Para alguns juristas, no entanto, o ECA deve ser visto como expressão do Direito Penal Juvenil, apesar do Art. 228 da Constituição, e que a natureza punitiva das medidas socioeducativas já se verifica na prática.

## O reconhecimento dos direitos da criança e do adolescente no Direito brasileiro
A Constituição brasileira promulgada em 1988 é anterior à Convenção sobre os Direitos da Criança adotada pela Assembleia Geral das Nações Unidas em 20 de novembro de 1989, ratificada pelo Brasil em 24 de setembro de 1990, e com vigência internacional em outubro de 1990, o que demonstra a sintonia dos constituintes brasileiros com toda a discussão de âmbito internacional existida naquele momento, sobre a normativa para a criança e a adoção do novo paradigma, o que levou o Brasil a se tornar o primeiro país a adequar a legislação interna aos princípios consagrados pela Convenção das Nações Unidas, até mesmo antes da vigência obrigatória daquela, uma vez que o Estatuto da Criança e do Adolescente é de 13 de julho de 1990.
Com o peso de mais de um milhão de assinaturas, que não deixavam sombra de dúvida quanto ao anseio da população por mudanças e pela remoção daquilo que se tornou comum denominar «entulho autoritário» – que nessa área se identificava com o Código de Menores – a Assembleia Nacional Constituinte referendou a emenda popular que inscreveu na Constituição Brasileira de 1988 o artigo 227, do qual o Estatuto da Criança e do Adolescente é a posterior regulamentação (PAIVA, 2004, p. 2). Mais do que uma mudança pontual na legislação, circunscrita à área da criança e do adolescente, a Constituição da República e, depois, o Estatuto da Criança e do Adolescente são a expressão de um novo projeto político de nação e de País.
Mas o que representou de fato a adoção desse novo paradigma? Inaugurou-se no País uma forma completamente nova de se perceber a criança e o adolescente e que vem, ao longo dos anos, sendo assimilada pela sociedade e pelo Estado. Isso porque a realidade não se altera num único momento, ainda mais quando o que se propõe é uma profunda mudança cultural, o que certamente não se produz numa única geração.
Tinha-se, até então, no Brasil, duas categorias distintas de crianças e adolescentes. Uma, a dos filhos socialmente incluídos e integrados, a que se denominava «crianças e adolescentes». A outra, a dos filhos dos pobres e excluídos, genericamente denominados «menores», que eram considerados crianças e adolescentes de segunda classe. A eles se destinava a antiga lei, baseada no «direito penal do menor» e na «doutrina da situação irregular».
Essa doutrina definia um tipo de tratamento e uma política de atendimento que variavam do assistencialismo à total segregação e onde, via de regra, os «menores» eram simples objetos da tutela do Estado, sob o arbítrio inquestionável da autoridade judicial. Essa política fomentou a criação e a proliferação de grandes abrigos e internatos, onde ocorriam toda a sorte de violações dos direitos humanos. Uma estrutura verdadeiramente monstruosa, que logrou cristalizar uma cultura institucional perversa cuja herança ainda hoje se faz presente e que temos dificuldade em debelar completamente.
A partir da Constituição de 1988 e do Estatuto da Criança e do Adolescente, as crianças brasileiras, sem distinção de raça, classe social, ou qualquer forma de discriminação, passaram de objetos a serem «sujeitos de direitos», considerados em sua «peculiar condição de pessoas em desenvolvimento» e a quem se deve assegurar «prioridade absoluta» na formulação de políticas públicas e destinação privilegiada de recursos nas dotações orçamentárias das diversas instâncias político-administrativas do País.

## Outros pontos
Outros importantes preceitos do Estatuto da Criança e do Adolescente, que marcam a ruptura com o velho paradigma da situação irregular são: a prioridade do direito à convivência familiar e comunitária e, consequentemente, o fim da política de abrigamento indiscriminado; a priorização das medidas de proteção sobre as socioeducativas, deixando-se de focalizar a política da infância nos abandonados e delinquentes; a integração e a articulação das ações governamentais e não-governamentais na política de atendimento; a garantia de devido processo legal e da defesa ao adolescente a quem se atribua a autoria de ato infracional; e a municipalização do atendimento; só para citar algumas das alterações mais relevantes.
Emilio García Méndez afirma que a ruptura substancial com a tradição do menor latino-americana se explica fundando-se na dinâmica particular que regeu os três atores fundamentais no Brasil da década de 1980: os movimentos sociais, as políticas públicas e o mundo jurídico (MÉNDEZ, 1998, p. 114).
Outra consequência dos avanços trazidos pela Constituição da República (1988), pela Convenção sobre os Direitos da Criança (1989) e pelo próprio Estatuto da Criança e do Adolescente (1990) e, no âmbito local, também pela Lei Orgânica do Distrito Federal (1993) é a substituição do termo «menor» por «criança» e «adolescente». Isso porque a palavra «menor» traz uma ideia de uma pessoa que não possui direitos.
Assim, apesar de o termo «menor» ser normalmente utilizado como abreviação de «menor de idade», foi banido do vocabulário de quem defende os direitos da infância, pois remete à «doutrina da situação irregular» ou do «direito penal do menor», ambas superadas.
Além disso, possui carga discriminatória negativa por quase sempre se referir apenas a crianças e adolescentes autores de ato infracional ou em situação de ameaça ou violação de direitos. Os termos adequados são criança, adolescente, menino, menina, jovem.
O conceito de criança adotado pela Organização das Nações Unidas abrange o conceito brasileiro de criança e adolescente. Na Convenção Sobre os Direitos da Criança, «entende-se por criança todo ser humano menor de 18 anos de idade, salvo se, em conformidade com a lei aplicável à criança, a maioridade seja alcançada antes» (art. 1º –  BRASIL. Decreto 99.710, de 21 de novembro de 1990: promulga a Convenção Sobre os Direitos da Criança. Diário Oficial da União, Poder Executivo, Brasília, 22 nov. 1990. Seção I, p. 22256).
Nos termos do Estatuto da Criança e do Adolescente «considera-se criança, para os efeitos desta Lei, a pessoa até 12 anos de idade incompletos, e adolescente aquela entre 12 e 18 anos de idade» (art. 2°). Dessa forma, os efeitos pretendidos, relativamente à proteção da criança no âmbito internacional, são idênticos aos alcançados com o Estatuto brasileiro.

## A Emenda Constitucional 45
A Emenda Constitucional 45, de 8 de dezembro de 2004, acrescentou o § 3º ao artigo 5º da Constituição Federal, com esta redação: «§ 3º Os tratados e convenções internacionais sobre direitos humanos que forem aprovados, em cada Casa do Congresso Nacional, em dois turnos, por três quintos dos votos dos respectivos membros, serão equivalentes às emendas constitucionais».
Se antes dessa modificação não era exigido quórum especial de aprovação, os tratados já incorporados ao ordenamento jurídico nacional anteriormente à Emenda 45, em razão dos princípios da continuidade do ordenamento jurídico e da recepção, são recepcionados pela Emenda 45 com status de emenda constitucional.
Nesse sentido: CALDAS, Vivian Barbosa. Os tratados internacionais de direitos humanos. A primeira diferenciação advinda do Estatuto foi a conceituação de criança (aquela até 12 anos incompletos) e adolescente (de 12 a 18 anos), e o tratamento diferenciado para ambos.
O Estatuto criou mecanismos de proteção nas áreas de educação, saúde, trabalho e assistência social. Ficou estabelecido o fim da aplicação de punições para adolescentes, tratados com medidas de proteção em caso de desvio de conduta e com medidas socioeducativas em caso de cometimento de atos infracionais.
Alguns dos redatores do ECA: Antônio Carlos Gomes da Costa, Paulo Afonso Garrido de Paula, Edson Sêda, Maria de Lourdes Trassi Teixeira e Ruth Pistori.